# Edam-Volendam
Edam-Volendam – gmina w Holandii, w prowincji Holandia Północna. Gmina ma zostać zniesiona 1 stycznia 2016 przez połączenie z gminą Zeevang.

## Miejscowości
Edam, Volendam, Purmer.